# Besnam
Besnam is een bestuurslaag in het regentschap Timor Tengah Selatan van de provincie Oost-Nusa Tenggara, Indonesië. Besnam telt 500 inwoners (volkstelling 2010).